# Chauncey Billups
Chauncey Ray Billups (Denver (Colorado), 25 september 1976) is een voormalig Amerikaans basketballer. Zijn bijnaam is "Mr. Big Shot".

## Carrière

### NBA-debuut
Billups speelde collegebasketbal voor de Colorado Buffaloes van 1995 tot 1997. In 1997 stelde hij zich kandidaat voor de NBA draft waarin hij als derde in de eerste ronde werd gekozen door de Boston Celtics. Na in zijn eerste seizoen 51 wedstrijden te hebben gespeeld voor de Celtics werd hij op 18 februari 1998, samen met Dee Brown, Roy Rogers en John Thomas, geruild naar de Toronto Raptors voor Kenny Anderson, Popeye Jones en Žan Tabak. Hij deed de rest van het seizoen uit bij de Raptors. Aan het eind van dit seizoen werd hij opnieuw geruild, ditmaal naar de Denver Nuggets in een ruil waarbij ook nog de Minnesota Timberwolves betrokken waren. Andere spelers betrokken in deze deal waren Tyson Wheeler, Dean Garrett, Bobby Jackson, Željko Rebrača, Micheal Williams en enkele draftpicks.
Na anderhalf seizoen en weinig gespeelde wedstrijden werd hij door de Nuggets in februari 2000 geruild naar de Orlando Magic samen met Ron Mercer en Johnny Taylor voor Chris Gatling, Tariq Abdul-Wahad, een draftpick en een geldsom. Bij de Magic speelde hij niet als gevolg van blessures. Aan het einde van het seizoen tekende hij in de zomer van 2000 als vrije speler bij de Minnesota Timberwolves. Hij speelde twee seizoenen voor de Timberwolves waarvan iets meer dan de helft als starter. Na twee seizoenen verliet hij de club en op 17 juli 2002 tekende een contract bij de Detroit Pistons.

### Hoogdagen en NBA-kampioen in Detroit
In zijn eerste seizoen in Detroit kon Billups met de Pistons zich plaatsen voor de finale van de Eastern conference dankzij overwinngen in de playoffs tegen de Orlando Magic en de Philadelphia 76ers. In deze finale verloor Detroit met 4-1 cijfers van de New Jersey Nets. In het seizoen 2003/04 eindigde Detroit op de 3e plaats in de Eastern Conference. In de playoffs werden achtereenvolgens Milwaukee Bucks en New Yersey Nets uitgeschakeld. In de finale van de Eastern conference was Detroit te sterk voor Indiana Pacers. Voor het eerst sinds 1990 kon Detroit zich nog eens kwalificeren voor de NBA Finale. In deze finale won Billups met de Pistons het NBA kampioenschap door de destijds torenhoge favoriet Los Angeles Lakers met 4-1 te verslaan. Billups werd verkozen als MVP van deze finale. In het seizoen 2004/05 ging Detroit verder door op zijn elan en bereikte Billups en zijn ploegmaats opnieuw de NBA-finale. In deze finale moest Detroit in 7 wedstrijden zijn meerdere erkennen in de San Antonio Spurs met onder andere Manu Ginóbili en MVP Tim Duncan. Tijdens het seizoen 2005/06 werd Billups vice-kapitein van de Pistons. Samen met zijn ploegmaats sneuvelden de Pistons dit seizoen in de halve finale van de Eastern Conference tegen Miami Heat. Samen met Richard Hamilton, Rasheed Wallace en Ben Wallace werd Billups een eerste keer geselecteerd voor de NBA All-Star Game. Ook de twee daaropvolgende seizoenen in Detroit werd Billups verkozen voor de All-star Game.Hij speelde in totaal zes seizoenen bij de Pistons, quasi altijd als starter.

### Passages in Denver, Los Angeles en New York
Ondanks dat hij in 2007 in de voorbereiding voor de Olympische Spelen van 2008 werd opgenomen in de selectie van de Amerikaanse nationale ploeg besloot Billups omwille van familiale redenen in juni 2008 af te zien van deelname aan deze Olympische Spelen.
In 2008 werd hij samen met Antonio McDyess en Cheikh Samb geruild naar zijn eerdere ploeg Denver Nuggets voor Allen Iverson. Hij speelde twee seizoenen en een half voor de Nuggets. Tijdens zijn eerste twee seizoenen in Denver werd hij opnieuw twee keer geselecteerd voor het All-Star game. Op het einde van het seizoen 2008/09 kon Billups zich met Denver voor het eerst sinds 1985 plaatsen voor de finale van de Western conference, waarin ze hun meerdere moesten erkennen in Los Angeles Lakers. Billups speelde zo 7 opeenvolgende seizoenen de Conference-finale. In 2009 eindigde Billups op de zesde plaats in de NBA Most Valuable Player Award-verkiezing. In de zomer van 2010 maakte Billups deel uit van het Amerikaanse team tijdens de WK in Turkije. Mede dankzij een gemiddelde score van 9,8 punten van Billups werd de VS opnieuw wereldkampioen.
In februari 2011 wordt hij opnieuw geruild door de Nuggets, ditmaal naar de New York Knicks. Ook de Minnesota Timberwolves waren betrokken bij deze deal. De andere spelers die deel uitmaakten van deze deal waren, naast vele draftpicks: Carmelo Anthony, Renaldo Balkman, Anthony Carter, Shelden Williams, Kosta Koufos, Corey Brewer, Wilson Chandler, Raymond Felton, Danilo Gallinari, Timofey Mozgov, Eddy Curry en Anthony Randolph. In december 2011 werd zijn contract ontbonden door de Knicks tijdens de NBA Lockout. Hij tekende twee dagen later een contract  bij de Los Angeles Clippers. In februari 2012 liep hij een gescheurde achillespees op waardoor hij de rest van het seizoen zou missen. Aan het eind van het seizoen werd zijn contract met een jaar verlengd. Tijdens het seizoen 2012/13 kwam hij door blessures opnieuw slechts 22 keer in actie. Hij deed zijn eenjarig uit bij de Clippers en tekende in juli 2013 opnieuw bij de Detroit Pistons, waar hij door verdere knieproblemen slechts 19 wedstrijden kon spelen Op 9 september 2014 kondigde hij zijn pensioen aan omdat hij te veel last had van blessures in zijn laatste seizoenen. In 2016 haalden de Pistons zijn shirtnummer 1 uit roulatie.
In 2017 ging hij spelen in het 3x3-basketbal bij de Killer 3's in de BIG3 (Amerikaanse competitie) waar hij speelde tot in 2019.

### Als coach
In november 2020 werd hij assistent-coach bij de Los Angeles Clippers onder hoofdcoach Tyronn Lue. In juni 2021 aanvaardde hij een aanbod als hoofdcoach van de Portland Trail Blazers.

## Privéleven
Zijn broer Rodney Billups was ook een basketballer en is tevens ook een basketbalcoach.

## Erelijst
- NBA-kampioen: 2004
- NBA Finals MVP: 2004
- NBA All-Star: 2006, 2007, 2008, 2009, 2010
- All-NBA Second Team: 2006
- All-NBA Third Team: 2007, 2009
- NBA All-Defensive Second Team: 2005, 2006
- J. Walter Kennedy Citizenship Award: 2008
- NBA Sportsmanship Award: 2009
- Twyman–Stokes Teammate of the Year Award: 2013
- FIBA Americas Championship: 2007
- Wereldkampioen: 2010
- Nummer 1 teruggetrokken door de Detroit Pistons
- Nummer 4 teruggetrokken door de Colorado Buffaloes
- National High School Sports Hall of Fame: 2013[24]
- Colorado Sports Hall of Fame: 2015[25]
- Colorado University Athletic Hall of Fame: 2015[26]
- Michigan Sports Hall of Fame: 2020[27]

## Statistieken

### Regulier seizoen
| Seizoen  | Team                   | WG   | WS  | MPW  | 2P%  | 3P%  | FW%  | RPW | APW | SPW | BPW | PPW  |
| -------- | ---------------------- | ---- | --- | ---- | ---- | ---- | ---- | --- | --- | --- | --- | ---- |
| 1997/98  | Boston Celtics         | 51   | 44  | 25,4 | 39,0 | 33,9 | 81,7 | 2,2 | 4,3 | 1,5 | 0,0 | 11,1 |
| 1997/98  | Toronto Raptors        | 29   | 26  | 31,7 | 34,9 | 31,6 | 91,9 | 2,7 | 3,3 | 1,0 | 0,1 | 11,3 |
| 1998/99  | Denver Nuggets         | 45   | 41  | 33,1 | 38,6 | 36,2 | 91,3 | 2,1 | 3,8 | 1,3 | 0,3 | 13,9 |
| 1999/00  | Denver Nuggets         | 13   | 5   | 23,5 | 33,7 | 17,1 | 84,1 | 2,6 | 3,0 | 0,8 | 0,2 | 8,6  |
| 2000/01  | Minnesota Timberwolves | 77   | 33  | 23,2 | 42,2 | 37,6 | 84,2 | 2,1 | 3,4 | 0,7 | 0,1 | 9,3  |
| 2001/02  | Minnesota Timberwolves | 82   | 54  | 28,7 | 42,3 | 39,4 | 88,5 | 2,8 | 5,5 | 0,8 | 0,2 | 12,5 |
| 2002/03  | Detroit Pistons        | 74   | 74  | 31,4 | 42,1 | 39,2 | 87,8 | 3,7 | 3,9 | 0,9 | 0,2 | 16,2 |
| 2003/04  | Detroit Pistons        | 78   | 78  | 35,4 | 39,4 | 38,8 | 87,8 | 3,5 | 5,7 | 1,1 | 0,1 | 16,9 |
| 2004/05  | Detroit Pistons        | 80   | 80  | 35,8 | 44,2 | 42,6 | 89,8 | 3,4 | 5,8 | 1,0 | 0,1 | 16,5 |
| 2005/06  | Detroit Pistons        | 81   | 81  | 36,1 | 41,8 | 43,3 | 89,4 | 3,1 | 8,6 | 0,9 | 0,1 | 18,5 |
| 2006/07  | Detroit Pistons        | 70   | 70  | 36,2 | 42,7 | 34,5 | 88,3 | 3,4 | 7,2 | 1,2 | 0,2 | 17,0 |
| 2007/08  | Detroit Pistons        | 78   | 78  | 32,3 | 44,8 | 40,1 | 91,8 | 2,7 | 6,8 | 1,3 | 0,2 | 17,0 |
| 2008/09  | Detroit Pistons        | 2    | 2   | 35,0 | 33,3 | 28,6 | 91,8 | 5,0 | 7,5 | 1,5 | 0,5 | 12,5 |
| 2008/09  | Denver Nuggets         | 77   | 77  | 35,3 | 42,0 | 41,0 | 90,0 | 3,0 | 6,4 | 1,2 | 0,2 | 17,9 |
| 2009/10  | Denver Nuggets         | 73   | 73  | 34,1 | 41,8 | 38,6 | 91,0 | 3,1 | 5,6 | 1,1 | 0,1 | 19,5 |
| 2010/11  | Denver Nuggets         | 51   | 51  | 32,3 | 43,8 | 44,1 | 92,3 | 2,5 | 5,3 | 1,0 | 0,2 | 16,5 |
| 2010/11  | New York Knicks        | 21   | 21  | 31,6 | 40,3 | 32,8 | 90,2 | 3,1 | 5,5 | 0,9 | 0,1 | 17,5 |
| 2011/12  | Los Angeles Clippers   | 20   | 20  | 30,4 | 36,4 | 38,4 | 89,5 | 2,5 | 4,0 | 0,5 | 0,2 | 15,0 |
| 2012/13  | Los Angeles Clippers   | 22   | 22  | 19,0 | 40,2 | 36,7 | 93,8 | 1,5 | 2,2 | 0,5 | 0,0 | 8,4  |
| 2013/14  | Detroit Pistons        | 19   | 7   | 16,3 | 30,4 | 29,2 | 83,3 | 1,5 | 2,2 | 0,4 | 0,1 | 3,8  |
| Carrière | Carrière               | 1043 | 937 | 31,6 | 41,5 | 38,7 | 89,4 | 2,9 | 5,4 | 1,0 | 0,2 | 15,2 |
| All Star | All Star               | 5    | 0   | 19,0 | 45,5 | 32,0 | 75,0 | 2,2 | 5,0 | 0,4 | 0,0 | 10,2 |

### Play-offs
| Seizoen  | Team                   | WG  | WS  | MPW  | 2P%  | 3P%  | FW%   | RPW | APW | SPW | BPW | PPW  |
| -------- | ---------------------- | --- | --- | ---- | ---- | ---- | ----- | --- | --- | --- | --- | ---- |
| 2000/01  | Minnesota Timberwolves | 3   | 0   | 8,7  | 16,7 | 0,0  | 100,0 | 1,7 | 0,7 | 0,0 | 0,0 | 1,0  |
| 2001/02  | Minnesota Timberwolves | 3   | 3   | 44,7 | 45,1 | 40,0 | 70,0  | 5,0 | 5,7 | 1,0 | 0,3 | 22,0 |
| 2002/03  | Detroit Pistons        | 14  | 14  | 34,6 | 37,4 | 31,0 | 93,3  | 3,4 | 4,7 | 0,6 | 0,1 | 18,0 |
| 2003/04  | Detroit Pistons        | 23  | 23  | 38,3 | 38,5 | 34,6 | 89,0  | 3,0 | 5,9 | 1,3 | 0,1 | 16,4 |
| 2004/05  | Detroit Pistons        | 25  | 25  | 39,4 | 42,8 | 34,9 | 89,3  | 4,3 | 6,5 | 1,0 | 0,2 | 18,7 |
| 2005/06  | Detroit Pistons        | 18  | 18  | 39,2 | 40,6 | 34,0 | 90,5  | 3,4 | 6,5 | 1,2 | 0,1 | 17,9 |
| 2006/07  | Detroit Pistons        | 16  | 16  | 40,6 | 43,5 | 38,9 | 83,2  | 3,3 | 5,7 | 1,2 | 0,1 | 18,6 |
| 2007/08  | Detroit Pistons        | 15  | 15  | 32,0 | 40,1 | 37,5 | 83,2  | 2,9 | 5,5 | 0,8 | 0,1 | 16,1 |
| 2008/09  | Denver Nuggets         | 16  | 16  | 38,7 | 45,7 | 46,8 | 90,6  | 3,8 | 6,8 | 1,3 | 0,3 | 20,6 |
| 2009/10  | Denver Nuggets         | 6   | 6   | 34,5 | 44,6 | 35,5 | 88,1  | 2,3 | 6,3 | 1,0 | 0,5 | 20,3 |
| 2010/11  | New York Knicks        | 1   | 1   | 35,0 | 27,3 | 33,3 | 100,0 | 2,0 | 4,0 | 0,0 | 0,0 | 10,0 |
| 2012/13  | Los Angeles Clippers   | 6   | 6   | 19,2 | 30,6 | 35,3 | 81,8  | 2,0 | 1,0 | 0,2 | 0,2 | 6,2  |
| Carrière | Carrière               | 146 | 143 | 36,4 | 41,1 | 36,6 | 88,0  | 3,4 | 5,7 | 1,0 | 0,2 | 17,3 |

1 Billups · 
3 B. Wallace · 
7 James · 
8 Ham · 
10 Hunter · 
13 Okur · 
22 Prince · 
31 Miličić · 
32 Hamilton · 
34 Williamson · 
36 R. Wallace · 
41 Campbell · 
Coach Brown